# Colleferro Rugby 1965
Il Colleferro Rugby 1965 S.S.D. è un club italiano di rugby a 15 con sede a Colleferro, nella città metropolitana di Roma Capitale.

## Storia
Il rugby a Colleferro nacque il 25 agosto 1965, quando un professore di educazione fisica del liceo locale Mario Rosini, introdusse gli studenti al gioco della palla ovale.
In seguito, fu Carmine Sarno, primario del laboratorio analisti dell'ospedale cittadino ed ex giocatore del Civitavecchia, a fondare una società rugbistica a Colleferro. Si partì dal campo di via Valle Purera (oggi via Giuseppe Di Vittorio) per poi approdare allo stadio Maurizio Natali e alla sua club house. 
Nel 1987 con allenatore il prof. Matteo D'Orazio la squadra arrivò ad un passo dalla massima serie, abdicando di misura nella finale contro Viadana per 13 a 15.
Nel 1992, nonostante le numerose richieste di club di altissimo livello, Jeff Miller, futuro campione del mondo con la nazionale australiana, indossò la maglia del Colleferro regalando alla comunità sportiva un'esperienza singolare di professionalità e di attaccamento ai colori sociali.
Nel 1996, sotto la guida del prof. Loreto Cucchiarelli, già allenatore della nazionale italiana, il club militante in serie A2 accedette alla massima divisione nazionale. Al termine della prima ed unica stagione in serie A1, il Colleferro ultimo in classifica generale venne retrocesso con all'attivo una sola vittoria ed un pareggio, rispettivamente con Amatori Catania e San Donà.
Oltre allo straniero Jeff Miller, tra i giocatori italiani d'interesse nazionale che vestirono la maglia del club, si ricordano: Giovanni Raineri, che fu anche capitano dell'Italia, e Marko Stanojevic, che prese parte alla Coppa del Mondo di rugby 2007.

## Cronistoria
| Cronistoria del Colleferro Rugby |
| --- |
| - 1965 • 25 agosto: nascita dell'U.F.C. Colleferro Rugby - 1965-66 • ... - 1966-67 • ... - 1967-68 • ... - 1968-69 • ... - 1969-70 • ... - 1970-71 • in serie C; fusione con il Rugby Segni - 1971-72 • in serie C - 1972-73 • in serie C - 1973-74 • in serie C - 1974-75 • in serie C - 1975-76 • in serie C - 1976-77 • in serie C - 1977-78 • in serie C - 1978-79 • in serie C - 1979-80 • in serie C; cessazione del sodalizio con il Segni - 1980-81 • ... - 1981-82 • ... - 1982-83 • ... - 1983-84 • ... - 1984-85 • ... - 1985-86 • ... - 1986-87 • ... - 1987-88 • ... - 1988-89 • ... - 1989-90 • ... - 1990-91 • ... - 1991-92 • ... - 1992-93 • in serie B - 1993-94 • in serie B promozione in serie A2 - 1994-95 • 1º in serie A2 poule salvezza 2 - 1995-96 • 1º in serie A2 poule promozione 2 promozione in serie A1 Sconf. barrage scudetto A1 - 1996-97 • 12º in serie A1 retrocessione in serie A2 - 1997-98 • 2º in serie A2 poule salvezza - 1998-99 • 2º in serie A2 poule salvezza - 1999-2000 • 4º in serie A2 poule salvezza retrocessione in serie B - 2000-01 • in serie B - 2001-02 • in serie B - 2002-03 • 3º in serie B gir. D - 2003-04 • in serie B gir. D ripescaggio in serie A - 2004-05 • 12º in serie A gir. A retrocessione in serie B - 2005-06 • 3º in serie B gir. D - 2006-07 • 2º in serie B gir. D; sconf. play-off promozione - 2007-08 • 1º in serie B gir. D; sconf. play-off promozione ripescaggio in serie A2 - 2008-09 • 11º in serie A2 retrocessione in serie B - 2009-10 • 7º in serie B gir. D - 2010-11 • 4º in serie B gir. D - 2011-12 • 8º in serie B gir. D - 2012-13 • 3º in serie B gir. D - 2013-14 • 3º in serie B gir. D - 2014-15 • 1º in serie B pool retrocessione gir. 4 - 2015-16 • 5º in serie B pool promozione gir. 4 - 2016-17 • 10º in serie B gir. 4 - 2017-18 • 9º in serie B gir. 4 - 2018 • rinuncia al campionato di serie B e iscrizione alla serie C - 2018-19 • 4º serie C gir. G - 2019-20 • n/d - 2020-21 • n/d - 2021-22 • 3º serie C - 2022-23 • 1º serie C promozione in serie B - 2023-24 • in serie B gir. 4 |

## Giocatori di rilievo
- Jeff Miller
- Giovanni Raineri
- Marko Stanojevic

## te
1. 1 2 3 4 5   Storia, su colleferrorugby.it, Colleferro Rugby 1965 SSD. URL consultato il 1º agosto 2021.
2. ↑   Onorificenze società: 2007 - Stella di bronzo società, su coni.it, CONI. URL consultato il 1º agosto 2021.